# Eduard Wiebe

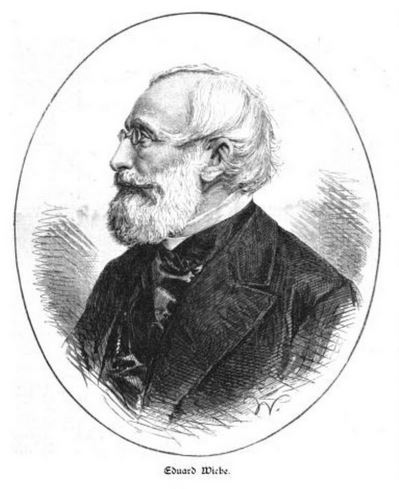
Eduard Wiebe

Eduard Wiebe (* 12. Oktober 1804 in Stalle bei Marienburg (Westpreußen); † 23. Februar 1892 in Berlin; vollständiger Name: Friedrich Eduard Salomon Wiebe) war ein deutscher Bauingenieur und preußischer Baubeamter, der auf den Gebieten des Eisenbahnbaus und des städtischen Tiefbaus (Kanalisation) hervortrat.

## Leben
1826 begann er sein Studium an der Berliner Bauakademie. Zeitgleich studierte er an der Berliner Friedrich-Wilhelms-Universität Mathematik und Physik. 1836 wurde er Baumeister. In den Diensten der Düsseldorf-Elberfelder Eisenbahn-Gesellschaft war er bauleitender Ingenieur der Bahnstrecke Düsseldorf–Elberfeld, der ersten Eisenbahnstrecke in Westdeutschland. Für die damalige Zeit völlig ungewöhnlich waren die starken Steigungen der Strecke von bis zu 3,3 Prozent, die mit einem Seilzugsystem bewältigt wurden. Nachdem er feststellte, dass niemand die Lokomotiven bedienen konnte, ließ er sich in Belgien selbst zum Führen der Maschinen ausbilden. Nach seiner Rückkehr lernte er ortsansässiges Personal an und fuhr bei der Streckeneröffnung selbst.
In den folgenden Jahren war er als Regierungs- und Baurat in Köln tätig und arbeitete beim Eisenbahnkommissariat in Erfurt. 1849 wurde er in Bromberg technisches Mitglied der Direktion der Preußischen Ostbahn, deren Vorsitzender er 1853 wurde. Ab 1856 leitete er im Auftrag der Berlin-Stettiner Eisenbahn-Gesellschaft den Bau der Eisenbahnstrecke von Stargard nach Köslin und Kolberg, für dieses Projekt wurde er aus dem Staatsdienst beurlaubt. 1859 wechselte er als Vortragender Rat in die Bauabteilung des preußischen Handelsministeriums in Berlin. Dort war er für die Entwicklung eines Entwässerungssystems für Berlin verantwortlich. 1860 unternahm er gemeinsam mit James Hobrecht und Ludwig Alexander Veitmeyer Reisen nach Großbritannien und Frankreich zum Studium städtischer Kanalisationssysteme. 1861 legte er einen Plan zur Entwässerung Berlins in unterirdischen Kanälen nach Londoner Vorbild vor. Durch ein Rohrleitungsnetz sollten die Abwässer in zwei Kanäle und westlich von Berlin ungeklärt in die Spree geleitet werden, der Plan wurde aus hygienischen Gründen abgelehnt. Hobrecht erweiterte später das Konzept zu einem dezentralen Radialsystem, in dem die Stadt in einzelne Bereiche geteilt wurde, von deren jeweils tiefstem Punkt die Abwässer auf die Berliner Rieselfelder gepumpt wurden.
Wiebe projektierte 1863 das Entwässerungssystem der Stadt Danzig, das 1872 nach seinen Plänen gebaut wurde. Hierfür wurde er 1884 mit der Ehrenbürgerwürde der Stadt Danzig ausgezeichnet. Des Weiteren entwickelte er Entwässerungssysteme für Breslau, Triest und Königsberg. Ab 1866 projektierte er die Berlin-Lehrter Eisenbahn.
1875 ging er in den Ruhestand.
Eduard Wiebe starb 1892 im Alter von 87 Jahren in Berlin. Er wurde auf dem Alten Kirchhof der Zwölf-Apostel-Gemeinde in Schöneberg beigesetzt. Das Grab ist nicht erhalten.
Eine Straße in Berlin-Moabit ist nach ihm und anderen Mitgliedern der Familie benannt.

## Werke
- Geneigte Ebenen mit Locomotiven-Betrieb: ein durch die Erfahrung erprobtes Mittel zur Vermeidung stehender Dampfmaschinen und zur wohlfeileren Herstellung von Eisenbahnen in Gebirgsgegenden. Schropp, Berlin 1842; Digitalisat